# Pflichtverteidiger
Als Pflichtverteidiger bezeichnet man im deutschen Strafprozess einen durch das Gericht dem Beschuldigten beigeordneten Verteidiger. Der Gegensatz ist der Wahlverteidiger. Im schweizerischen und im österreichischen Strafprozessrecht besteht ein ähnliches Rechtsinstitut mit der amtlichen Verteidigung bzw. dem Amtsverteidiger.

## Pflichtverteidigung
In den Fällen der sogenannten notwendigen Verteidigung (§ 140 StPO) ist dem Beschuldigten ein Pflichtverteidiger von Amts wegen zu bestellen, wenn der Beschuldigte noch über keinen von ihm gewählten Verteidiger verfügt (§§ 141 Abs. 1 S. 1, 138 StPO). § 144 StPO lässt die Bestellung von bis zu zwei weiteren Pflichtverteidigern (sog. Sicherungsverteidigern) zu.
Der Pflichtverteidiger wird von der Staatskasse bezahlt und erhält reduzierte Gebühren. Pflichtverteidiger können mit dem Mandanten eine zusätzliche Vergütung vereinbaren; übersteigt diese allerdings die daneben von der Staatskasse ebenfalls zu zahlenden Pflichtverteidigergebühren, ist sie anzurechnen. Im Falle einer Verurteilung werden dem Angeklagten in der Regel die Verfahrenskosten auferlegt; die Staatskasse fordert die verauslagten Pflichtverteidigergebühren dann von dem Verurteilten zurück. Auf Antrag des Pflichtverteidigers kann das Gericht auch feststellen, dass der Angeklagte zahlungsfähig ist; er schuldet dem Pflichtverteidiger dann die (etwas höheren) gesetzlichen Gebühren eines Wahlverteidigers. Allerdings kommt es in der Regel auf Grund der Zahlungsunfähigkeit des Verurteilten nicht zur Auszahlung dieser Gebühren.
Im Gegensatz zum staatlich bestellten Pflichtverteidiger steht der Wahlverteidiger, den der Angeklagte selbst mandatiert. Typischerweise wird im Fall einer notwendigen Verteidigung dem Angeklagten mit Übersendung der Anklageschrift mitgeteilt, dass er einen Verteidiger seiner Wahl benennen möge und dass ihm andernfalls ein Pflichtverteidiger durch das Gericht bestellt wird. Der ggf. vom Angeklagten mandatierte Wahlverteidiger hat die Möglichkeit, einen Antrag auf Beiordnung zum Pflichtverteidiger zu stellen, wobei er für diesen Fall sein Wahlmandat niederlegen muss. Letztlich kann der Angeklagte somit seinen Pflichtverteidiger mittelbar selbst bestimmen, vorausgesetzt, der gewünschte Verteidiger ist auch bereit, das Mandat zu übernehmen und als Pflichtverteidiger tätig zu werden.

### Notwendige Verteidigung
Ein Pflichtverteidiger wird nur in den Fällen der so genannten notwendigen Verteidigung bestellt. Notwendige Verteidigung bezeichnet dabei eine Verfahrenslage, in der der Gesetzgeber davon ausgeht, dass der Beschuldigte sich nicht selbst verteidigen kann. Liegt ein Fall der notwendigen Verteidigung vor, so muss ein Pflichtverteidiger bestellt werden, wenn der Beschuldigte über keinen Verteidiger verfügt. Dies gilt selbst dann, wenn der Beschuldigte sich selbst verteidigen möchte (sogenannter „Zwangsverteidiger“).
Für die Pflichtverteidigung ist es irrelevant, ob der Beschuldigte einen Verteidiger bezahlen kann oder nicht. Anders als etwa bei der Prozesskostenhilfe im Zivilprozess oder auch im österreichischen bzw. im schweizerischen Strafprozessrecht besteht somit im deutschen Strafverfahren nicht die Möglichkeit, einen Pflichtverteidiger beizuordnen, weil sich der Beschuldigte keinen Verteidiger leisten kann.
Gemäß § 140 StPO ist in folgenden Konstellationen ein Fall der notwendigen Verteidigung gegeben:
- Hauptverhandlung in der ersten Instanz vor dem Landgericht oder Oberlandesgericht oder vor dem Schöffengericht

Die Mitwirkung eines Verteidigers ist immer dann notwendig, wenn die Hauptverhandlung im ersten Rechtszug vor dem Landgericht oder Oberlandesgericht oder dem Schöffengericht stattfindet (§ 140 Abs. 1 Nr. 1 StPO).
Damit sind bereits alle Angelegenheiten erfasst, welche die Sicherheit des Staates betreffen, weil hier nach § 120 GVG die Anklage zum Oberlandesgericht erfolgen soll, sodann alle Kapitalverbrechen, in denen das Landgericht als Schwurgericht zuständig ist.
Weiter umfasst die erstinstanzliche Zuständigkeit des Landgerichts Fälle, in denen mit einer Freiheitsstrafe von mehr als vier Jahren zu rechnen ist oder in denen der Umfang des Verfahrens eine Anklageerhebung vor dem Landgericht gebietet. Weiter umfasst sind dadurch alle Fälle umfasst, bei denen eine Freiheitsstrafe von mehr als zwei Jahren zu erwarten ist, also Anklage zum Schöffengericht erhoben wird.
Die Fälle mittlerer, schwerer und schwerster Kriminalität gehören demnach bereits auf Grund dieser Vorschrift immer zu den Fällen notwendiger Verteidigung.
- Verdacht auf Verbrechen

Die Mitwirkung eines Verteidigers ist nach § 140 Abs. 1 Nr. 2 StPO auch immer dann erforderlich, wenn dem Angeklagten ein Verbrechen zur Last gelegt wird.
Der Begriff des Verbrechens nimmt hierbei auf die Definition in § 12 Abs. 1 StGB Bezug, demzufolge diejenigen rechtswidrigen Taten, die mit Freiheitsstrafe von mindestens einem Jahr bedroht sind, „Verbrechen“ darstellen, im Gegensatz zu den Vergehen, die im Mindestmaß mit geringerer Freiheitsstrafe oder Geldstrafe bedroht sind (§ 12 Abs. 2 StGB).
- Drohendes Berufsverbot

Ein Fall der notwendigen Verteidigung liegt nach § 140 Abs. 1 Nr. 3 StPO weiter dann vor, wenn das Verfahren zu einem Berufsverbot führen kann. Die Voraussetzungen, unter denen das gegeben ist, sind in den §§ 70 ff. StGB geregelt.
- Vollstreckung von Untersuchungshaft

Nach § 140 Abs. 1 Nr. 4 StPO liegt ein Fall notwendiger Verteidigung vor, wenn gegen einen Beschuldigten Untersuchungshaft oder einstweilige Unterbringung in einem psychiatrischen Krankenhaus oder einer Entziehungsanstalt vollstreckt wird. Hier muss nach § 141 Abs. 3 StPO ein Pflichtverteidiger unverzüglich mit Beginn der Untersuchungshaft („nach Beginn der Vollstreckung“) bestellt werden.
„Unverzüglich“ bedeutet allerdings auch hier nicht „sofort“ oder „zusammen mit dem zu vollstreckenden Untersuchungshaftbefehl“, sondern, wie auch sonst im Rechtsverkehr lediglich ohne schuldhaftes Zögern. Das bedeutet, dass mit der Verteidigerbestellung zugewartet werden kann und muss, wenn der Beschuldigte erklärt, eine Überlegungsfrist zu benötigen, ehe er einen Verteidiger seines Vertrauens benennen kann.
- Längerer Freiheitsentzug

Nach § 140 Abs. 1 Nr. 5 StPO liegt gleichfalls ein Fall der notwendigen Verteidigung vor, wenn der Angeklagte sich aufgrund einer richterlichen Anordnung oder Genehmigung wenigstens seit drei Monaten einer freiheitsentziehenden Behandlung unterziehen musste. Hier ist nicht nur die Untersuchungshaft als Freiheitsentzug gemeint (die den Regelfall für die Beiordnung nach § 140 Abs. 1 Nr. 5 StPO darstellt), sondern auch Auslieferungshaft, Strafhaft und sonstiger – sei es auch rechtswidriger – Gewahrsam über drei Monate hinweg.
- Unterbringung zur Gutachtenerstellung

Ebenfalls ist die Mitwirkung eines Verteidigers nach § 140 Abs. 1 Nr. 6 StPO notwendig, wenn der Beschuldigte zum Zwecke der Erstellung eines Gutachtens über seinen psychischen Zustand untergebracht werden soll.
- Sicherungsverfahren

Derjenige, gegen den ein Sicherungsverfahren durchgeführt wird, bedarf gleichfalls eines Verteidigers (§ 140 Abs. 1 Nr. 7 StPO). Ein Sicherungsverfahren wird dann durchgeführt, wenn der Angeklagte bei Begehung der Tat schuldunfähig im Sinne von § 20 StGB gewesen sein soll, aber eine isolierte Maßregel der Besserung und Sicherung verhängt werden muss, weil der Täter aufgrund seines Zustandes für die Allgemeinheit gefährlich ist.
- Verteidigerausschluss

Unter bestimmten Umständen kann ein Wahlverteidiger von der Mitwirkung an der Hauptverhandlung ausgeschlossen werden. Hierfür bestimmt § 140 Abs. 1 Nr. 8 StPO, dass dann ein Fall der notwendigen Verteidigung eintritt, so dass, wenn kein anderer Wahlverteidiger auftritt, dem Angeklagten ein Pflichtverteidiger bestellt werden muss.
- Anwaltliche Vertretung des Nebenklägers

Seit dem 1. September 2013 gilt nach § 140 Abs. 1 Nr. 9 StPO, dass ein Verteidiger auch dann erforderlich ist, wenn dem Nebenkläger eines zur Nebenklage zugelassenen Verfahrens ein Rechtsanwalt beigeordnet wurde. Zuvor war diese Bestimmung lediglich als Kann-Bestimmung in Absatz 2 enthalten.
- Andere Fälle der notwendigen Verteidigung

Neben den Fällen des § 140 Abs. 1 StPO, in denen allein aufgrund eines bestimmten prozessualen Sachverhalts die Notwendigkeit der Verteidigung angeordnet wird, besteht notwendige Verteidigung nach § 140 Abs. 2 StPO auch dann, wenn „wegen der Schwere der Tat oder wegen der Schwierigkeit der Sach- oder Rechtslage die Mitwirkung eines Verteidigers geboten erscheint, oder wenn ersichtlich ist, dass sich der Beschuldigte nicht selbst verteidigen kann“.
Der Begriff der „Schwere der Tat“ meint dabei die zu erwartende Sanktion. Wann die Schwere der Tat die Mitwirkung eines Verteidigers gebietet, wird regional unterschiedlich beurteilt, es dürfte jedoch Konsens bestehen, dass bei einer zu erwartenden Freiheitsstrafe von mindestens einem Jahr ein Verteidiger zu bestellen ist. Bei der Prognose der Straferwartung sind auch Bewährungsstrafen zu berücksichtigen, deren Widerruf für den Fall einer neuen Verurteilung droht. Zuständig für die Bestellung ist der Tatrichter.

### Zeitpunkt der Beiordnung des Pflichtverteidigers
Gemäß § 141 Abs. 1 und 2 StPO ist der Verteidiger spätestens dann zu bestellen, wenn der Angeklagte zur Erklärung über die Anklageschrift aufgefordert wird, wenn ihm diese also zugestellt wird und das Zwischenverfahren beginnt. Einem Beschuldigten wird meist zu diesem Zeitpunkt ein Pflichtverteidiger bestellt. Mit der Aufforderung an den Beschuldigten, einen Verteidiger seiner Wahl als möglichen Pflichtverteidiger zu benennen, bereitet das Gericht seinen Eröffnungsbeschluss vor.
Ergibt sich erst später, dass ein Fall notwendiger Verteidigung vorliegt, ist der Pflichtverteidiger sofort zu bestellen.
Auf Antrag der Staatsanwaltschaft ist eine Verteidigerbestellung auch früher, also bereits im Ermittlungsverfahren möglich (§ 141 Abs. 3 StPO). Es handelt sich jedoch um eine Ermessensvorschrift. Die Bestellung wirkt auf jeden Fall gebührenrechtlich bis zu dem Zeitpunkt zurück, an dem der Verteidiger sich erstmals gemeldet hat in dem Verfahren (auch, wenn er sich – zunächst – als Wahlverteidiger gemeldet hatte).
Eine wichtige Ausnahme vom staatsanwaltschaftlichen Antragsrecht im Ermittlungsverfahren besteht aber dann, wenn gegen den Beschuldigten Untersuchungshaft vollstreckt wird. Hier muss nach § 140 Abs. 1 Nr. 4 in Verbindung mit § 141 Abs. 3 StPO ein Pflichtverteidiger unverzüglich mit Beginn der Untersuchungshaft („nach Beginn der Vollstreckung“) bestellt werden. Zuständig für die Beiordnung ist der Ermittlungsrichter. Nach früherer Gesetzeslage (vgl. § 117 Abs. 4 StPO a. F.) musste oft drei Monate gewartet werden, da erst ab diesem Zeitpunkt ein Anspruch bestand und die Staatsanwaltschaft ihr Ermessen in der Regel nicht im Sinne des Untersuchungshäftlings ausgeübt hat.
Am 13. Dezember 2019 ist sowohl das “Gesetz zur Modernisierung des Strafverfahrens vom 10.12.2019”, als auch das “Gesetz zur Neuregelung des Rechts der notwendigen Verteidigung v. 10.12.2019” (BGB l I, S. 2128) in Kraft getreten. Dieses soll der Umsetzung der EU-Richtlinie 2016/1919, also der sogenannten PKH Richtlinie, dienen. Der Beschuldigte hat jetzt ein eigenes Antragsrecht, welches er entsprechend geltend machen muss gemäß § 141 Abs. 1 Satz 1 StPO. Beantragt der Beschuldigte nach entsprechend erfolgter Belehrung ausdrücklich die Beiordnung eines Pflichtverteidigers, so ist seinem Antrag in den Fällen der notwendigen Verteidigung stattzugeben.
Seit der Reform des Pflichtverteidigerrechts endet die Bestellung grundsätzlich mit dem rechtskräftigen Abschluss des Verfahrens (§ 143 Abs. 1 StPO). Für anschließende Verfahrensschritte wie etwa ein Wiederaufnahmeverfahren ist demnach eine neue Pflichtverteidigerbestellung vorzunehmen, sofern die Notwendigkeit der Verteidigung weiter besteht. Eine Ausnahme gilt nur für das Einziehungsverfahren nach § 423 StPO sowie die nachträgliche Gesamtstrafenbildung nach § 460 StPO, für diese Verfahren gilt die in der Hauptsache erfolgte Bestellung des Pflichtverteidigers fort.

### Auswahl des Pflichtverteidigers
Zum Pflichtverteidiger kann grundsätzlich bestellt werden, wer nach § 138 Abs. 1 StPO als Wahlverteidiger auftreten kann, also ein Rechtsanwalt oder ein Rechtslehrer an einer deutschen Hochschule.
Bevor ein Verteidiger bestellt wird, soll der Gerichtsvorsitzende dem Beschuldigten Gelegenheit geben, innerhalb einer bestimmten Frist einen Verteidiger seiner Wahl zu bezeichnen. Benennt der Beschuldigte einen bestimmten Verteidiger, so bestellt der Vorsitzende diesen, wenn dem kein wichtiger Grund entgegensteht (§ 142 Abs. 1 StPO). Strafverteidiger kritisieren regelmäßig, dass der Pflichtverteidiger vom Gericht ausgewählt wird, wenn der Beschuldigte keinen Verteidiger seiner Wahl benennt; angestrebt wird eine Auswahl durch die Rechtsanwaltskammern, um zu vermeiden, dass das Gericht absichtlich wenig streitbare Verteidiger auswählt.
Eine Bestellung eines anderen als des bisherigen Pflichtverteidigers ist nur in Ausnahmefällen möglich, nämlich dann, wenn das Vertrauensverhältnis zwischen dem Beschuldigten und dem Verteidiger endgültig zerstört oder die angemessene Verteidigung aus anderen Gründen (z. B. Überlastung des Pflichtverteidigers) nicht mehr gewährleistet ist (§ 143a Abs. 2 StPO). Ob dies der Fall ist, bestimmt sich nach objektiven Kriterien. „Ein  wichtiger  Grund  wird  eher  fernliegen  oder gar  ausgeschlossen  sein,  wenn  die  Zerstörung  des  Vertrauensverhältnisses vom  Beschuldigten  schuldhaft  herbeigeführt  wurde“. „Differenzen zwischen dem Pflichtverteidiger und dem Angeklagten über die Verteidigungsstrategie rechtfertigen für sich genommen die Entpflichtung nicht“. So ist auch ein entgegen der Verteidigungsstrategie abgegebenes Geständnis für sich genommen kein Grund für ein derart zerstörtes Vertrauensverhältnis. Seit der Reform des Pflichtverteidigerrechts hat der Angeklagte das Recht, für das Revisionsverfahren innerhalb von einer Woche nach Beginn der Revisionsbegründungsfrist die Beiordnung eines anderen als des bisherigen Pflichtverteidigers zu beantragen. (§ 143a Abs. 3 StPO)

### Vergütung des Pflichtverteidigers
Der Pflichtverteidiger wird vom Gericht bestellt und macht seinen Vergütungsanspruch daher gegenüber der Staatskasse geltend. Die Pflichtverteidigergebühren bemessen sich in der Regel in Höhe von 80 % der Mittelgebühr des jeweiligen Gebührentatbestandes, sind also oftmals niedriger als die für einen Wahlverteidiger anfallenden Gebühren. Beim auswärtigen Rechtsanwalt ist es unzulässig, die Bestellung unter der Maßgabe vorzunehmen, dass der Staatskasse hierdurch keine Mehrkosten anfallen, der Pflichtverteidiger hinsichtlich der Vergütung also so behandelt werden soll, als wäre er ortsansässig.
In Fällen, deren Bearbeitung besonders umfangreich oder besonders schwierig ist, kann eine Pauschgebühr festgesetzt werden, die über der üblichen Pflichtverteidigervergütung liegt (§ 51 Abs. 1 RVG (Rechtsanwaltsvergütungsgesetz)).
In Fällen, in denen der Verteidiger nachweisen kann, dass der Angeklagte wirtschaftlich in der Lage ist, auch Wahlverteidigergebühren zu bezahlen, kann das Gericht nach § 52 Abs. 3 und 4 RVG  feststellen, dass der Angeklagte zur Bezahlung von Wahlverteidigergebühren in der Lage und verpflichtet ist.
Werden dem Angeklagten die Kosten des Verfahrens und seine Auslagen auferlegt, so fordert die Staatskasse vom verurteilten Angeklagten die Rückerstattung der festgesetzten Pflichtverteidigervergütung.
Werden die Kosten des Verfahrens ganz oder teilweise der Staatskasse auferlegt (Freispruch oder Teilfreispruch), ist der Pflichtverteidiger berechtigt, in dieser Höhe gegenüber der Staatskasse Wahlverteidigergebühren abzurechnen.
Hat eine Pflichtverletzung des Pflichtverteidigers zur Folge, dass ein anderer Verteidiger als Pflichtverteidiger bestellt wird, kann er gemäß § 54 RVG solche Gebühren, die an den neu bestellten Verteidiger zu zahlen sind, nicht fordern; bereits gezahlte Gebühren sind zu erstatten.

## Pflichtverteidigung im Jugendstrafrecht
Im Jugendstrafrecht ist eine notwendige Verteidigung nach § 68 JGG dann gegeben:
- wenn einem Erwachsenen ein Pflichtverteidiger bestellt werden müsste
- wenn der Richter nach § 67 Abs. 4 JGG die Erziehungsberechtigten von der Vertretung des Kindes ausgeschlossen hat, weil sie selbst an der Tat beteiligt sind
- wenn der Richter nach § 51 Abs. 2 JGG die Erziehungsberechtigten von der Hauptverhandlung ausgeschlossen hat
- wenn der Beschuldigte nach § 73 JGG zur Untersuchung seines Entwicklungsstands untergebracht werden soll

## Pflichtverteidigung außerhalb des Strafprozesses
Ein Pendant findet sich etwa in § 90 WDO, der im Regelungsgehalt mit § 140 Abs. 2 StPO vergleichbar, die Beiordnung eines Pflichtverteidigers im Wehrdisziplinarverfahren vorsieht, wenn dies geboten erscheint.